# Out-of-place-Artefakt

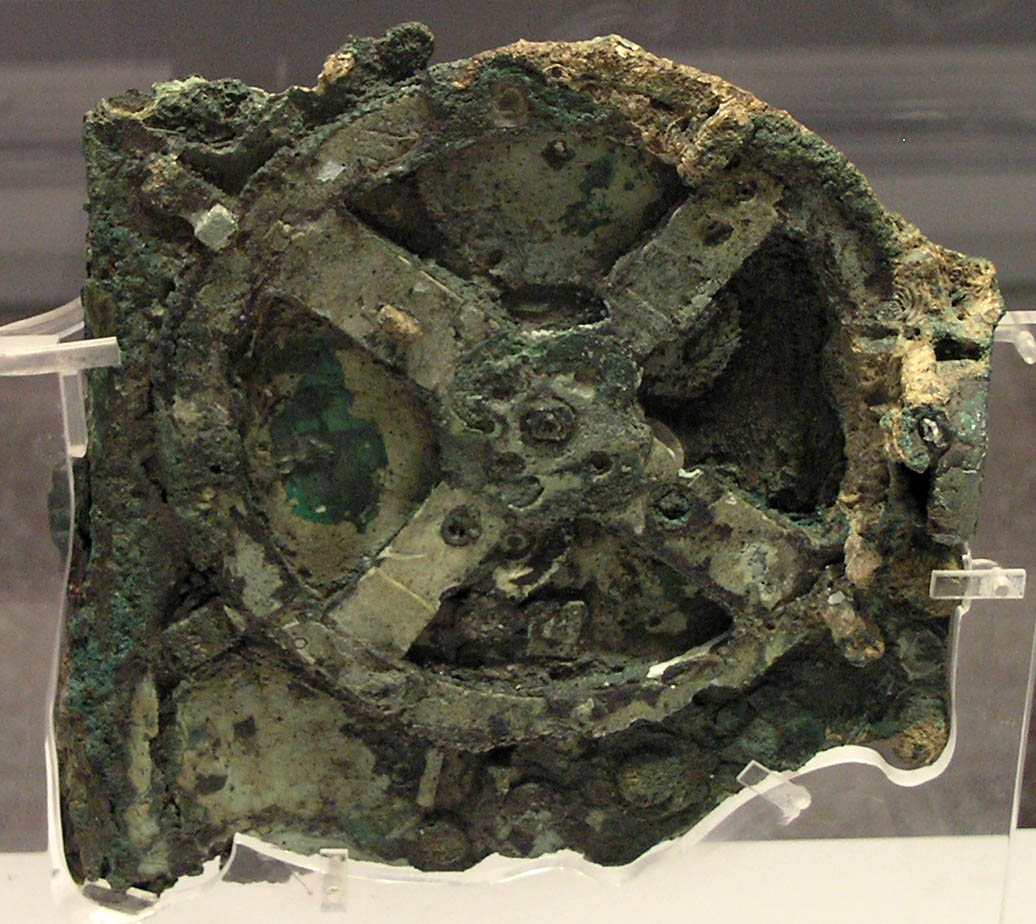
Fragment des Mechanismus von Antikythera, eines mechanischen Computers aus dem 2. Jahrhundert v. Chr., der ein bisher unbekanntes Maß an Komplexität aufweist.

Ein Out-of-place-Artefakt (OOPArt) ist ein Artefakt von historischem, archäologischem oder paläontologischem Interesse, das in einem ungewöhnlichen Kontext gefunden wurde und durch sein Vorhandensein in diesem Kontext die konventionelle historische Chronologie in Frage stellt (bzw. in Frage zu stellen scheint oder behauptet wird). Solche Artefakte können für die zu ihrer Zeit bekannte Technologie zu fortschrittlich erscheinen oder auf die Anwesenheit von Menschen zu einer Zeit hinweisen, als es noch keine Menschen gab. Andere Beispiele deuten auf einen Kontakt zwischen verschiedenen Kulturen hin, der mit dem herkömmlichen Verständnis für Geschichte nur schwerlich zu erklären ist.
Der Begriff wird in der Grenzwissenschaft wie der Kryptozoologie sowie von Befürwortern der Prä-Astronautik, von Junge-Erde-Kreationisten und paranormalen Enthusiasten verwendet. Er kann eine Vielzahl von Objekten beschreiben, von Anomalien, die von der etablierten Wissenschaft untersucht werden, über Pseudoarchäologie bis hin zu Objekten, die sich als Scherzartikel erwiesen haben oder für die es profane Erklärungen gibt.

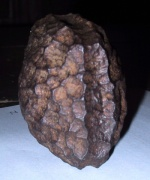
Wolfsegg-Eisen

Kritiker argumentieren, dass die meisten angeblichen OOPArts, die keine Fälschungen sind, das Ergebnis einer fehlgeleiteten Interpretation und eines Wunschdenkens sind, wie z. B. die irrtümliche Annahme, dass eine bestimmte Kultur ein Artefakt oder eine Technologie aufgrund eines Mangels an Wissen oder Materialien nicht geschaffen haben kann. In einigen Fällen resultiert die Unsicherheit aus ungenauen Beschreibungen. So ist beispielsweise der in Wolfsegg gefundene Eisenquader in Wirklichkeit kein perfekter Würfel, und auch die Klerksdorp-Kugeln sind nicht wirklich perfekte Kugeln. Die Eiserne Säule von Delhi soll "rostfrei" sein, hat aber in der Nähe ihrer Basis etwas Rost; ihre relative Korrosionsbeständigkeit ist auf Schlackeneinschlüsse zurückzuführen, die durch die Herstellungsbedingungen und Umweltfaktoren entstanden sind.
Befürworter betrachten OOPArts als Beweis dafür, dass die Mainstream-Wissenschaft große Wissensbereiche entweder absichtlich oder aus Unwissenheit übersieht. Viele Autoren oder Forscher, die die konventionellen Ansichten über die menschliche Geschichte in Frage stellen, haben angebliche OOPArts verwendet, um ihre Argumente zu untermauern. Die Schöpfungswissenschaft (englisch Creation science) stützt sich häufig auf angeblich anomale Funde in archäologischen Aufzeichnungen, um wissenschaftliche Chronologien und Modelle der menschlichen Evolution in Frage zu stellen. Behauptete OOPArts wurden verwendet, um religiöse Beschreibungen der Urgeschichte, alte Astronautentheorien und die Vorstellung von verschwundenen Zivilisationen zu stützen, die über Wissen oder Technologien verfügten, die weiter fortgeschritten waren als die in der Neuzeit bekannten.

## Ungewöhnliche Artefakte
- Mechanismus von Antikythera: Eine Art mechanischer Computer, der zwischen 150 und 100 v. Chr. auf der Grundlage astronomischer und mathematischer Theorien entwickelt wurde, von denen angenommen wird, dass sie von den alten Griechen entwickelt wurden. Sein Design und seine Verarbeitung spiegeln einen bisher unbekannten, aber nicht unwahrscheinlichen Grad an Raffinesse und Technik wider.[5][6]
- Münze von Maine: Eine norwegische Münze aus dem 11. Jahrhundert, die in einem Muschelhaufen der amerikanischen Ureinwohner in der Goddard Site (einer prähistorischen archäologische Stätte) in Brooklin (Maine) in den Vereinigten Staaten, gefunden wurde und von einigen Autoren als Beweis für einen direkten Kontakt zwischen Wikingern und amerikanischen Ureinwohnern in Maine angeführt wird. Die Münze muss jedoch nicht auf eine tatsächliche Erkundung von Maine durch die Wikinger hindeuten; die vorherrschende Meinung ist, dass sie aus Labrador oder Neufundland (wo Wikinger bekanntermaßen bereits im späten 10. Jahrhundert Kolonien gründeten) über ein ausgedehntes nördliches Handelsnetz, das von den Ureinwohnern betrieben wurde, nach Maine gebracht wurde.[7] Hätten die Wikinger Maine tatsächlich besucht, könnte man dort eine viel größere Anzahl und Vielfalt an Wikingerartefakten in den archäologischen Aufzeichnungen erwarten. Von den fast 20.000 Objekten, die in einem Zeitraum von 15 Jahren in der Goddard Site gefunden wurden, war die Münze das einzige nicht einheimische Artefakt.[8]

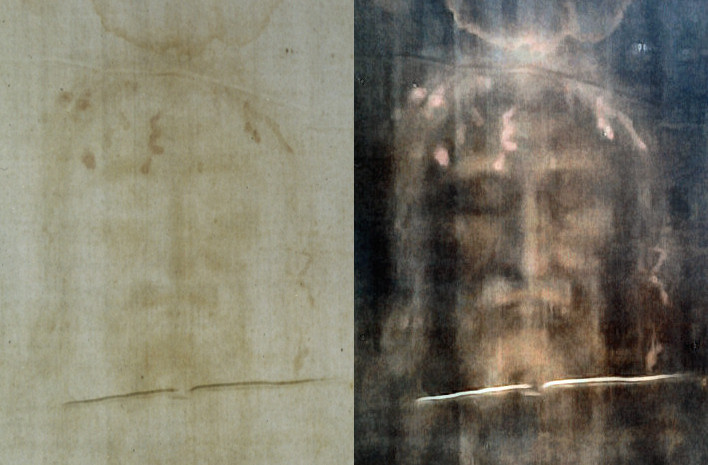
Das Turiner Grabtuch: modernes Foto des Gesichts, Negativ links, digital bearbeitetes Positivbild rechts

- Das Turiner Grabtuch enthält ein Bild, das einem sepiafarbenen fotografischen Negativ ähnelt. Es ist viel klarer, wenn es in ein positives Bild umgewandelt wird. Die tatsächliche Methode, die zu diesem Bild geführt hat, ist noch nicht abschließend geklärt. Einige behaupten, das Bild stelle Jesus von Nazaret dar und der Stoff sei das Totenhemd, in das er nach der Kreuzigung eingewickelt wurde. Das Grabtuch wurde erstmals 1357 in historischen Aufzeichnungen erwähnt. Im Jahr 1988 wurde durch die Radiokohlenstoffdatierung festgestellt, dass das Grabtuch aus dem Mittelalter stammt, d. h. aus der Zeit zwischen 1260 und 1390.[9] Alle Hypothesen, die zur Anfechtung der Radiokohlenstoffdatierung vorgebracht wurden, sind wissenschaftlich widerlegt worden,[10] einschließlich der mittelalterlichen Reparaturhypothese,[11][12][13] der Hypothese der Biokontamination[14] und der Kohlenmonoxidhypothese.[15]

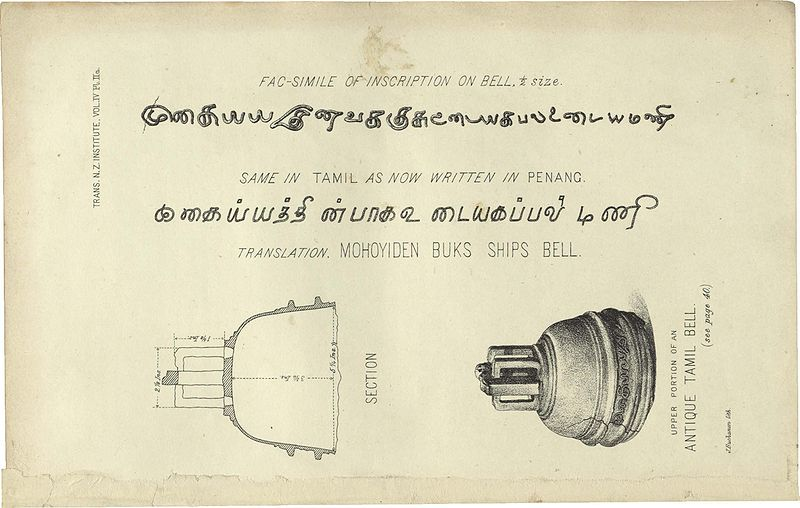
Die Tamil Bell ist eine zerbrochene Bronzeglocke, die von den Māori-Frauen in Neuseeland als Kochtopf verwendet wurde.

- Die Tamil Bell ist eine zerbrochene Bronzeglocke mit einer Inschrift auf Alt-Tamilisch. Die Glocke ist ein Rätsel, denn sie wurde von einem Missionar in Neuseeland entdeckt. Obwohl niemand mit Sicherheit weiß, wie die Glocke nach Neuseeland kam, lautet eine mögliche Theorie, dass sie von portugiesischen Seefahrern abgesetzt wurde, die sie von tamilischen Händlern erworben hatten. Bevor der Missionar sie entdeckte, hatten die einheimischen Maori sie als Kochtopf verwendet. Da die Glocke vermutlich schon vor Generationen entdeckt wurde, konnte ihre genaue Herkunft nicht ermittelt werden. Die Glocke befindet sich heute im National Museum of New Zealand.[16]

## Fragwürdige Interpretationen

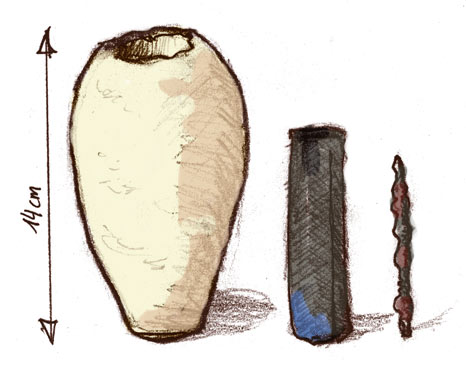
Die drei Komponenten der Bagdad-Batterie

- Bagdad-Batterie: Eine Keramikvase, ein Kupferrohr und ein Eisenstab aus dem parthischen oder sassanidischen Persien. Randtheoretiker haben die Hypothese aufgestellt, dass sie als galvanische Zelle für die Galvanisierung verwendet worden sein könnte, obwohl keine galvanisierten Artefakte aus dieser Zeit gefunden wurden.[17][18] Die "Batterie" ähnelt stark einer anderen Art von Objekt mit einem bekannten Zweck – Aufbewahrungsgefäße für heilige Schriftrollen aus dem nahe gelegenen Seleucia am Tigris.[19]
- Dorchester Pot: Ein Metalltopf, der 1852 aus einem Fels gesprengt worden sein soll. Die meisten Kommentatoren halten ihn für einen Kerzenständer oder Pfeifenhalter aus der viktorianischen Zeit.[20][21]
- Runenstein von Kensington: Ein Runenstein, der 1898 in Kensington Minnesota, ausgegraben wurde und sich in den Wurzeln eines Baumes verfangen hatte. Runologen haben die Echtheit der Inschrift aufgrund linguistischer Beweise abgelehnt, während Geologen sich nicht einig sind, ob der Stein Verwitterungsspuren aufweist, die auf ein mittelalterliches Datum hindeuten würden.[22]
- Kingoodie-Artefakt: Ein Objekt, mit den Merkmalen eines korrodierten Eisennagels, der 1844 im Kingoodie-Steinbruch in Kingoodie (Schottland), in einem Block aus devonischem Sandstein gefunden wurde. Der Fund wurde mehrmals angefasst, bevor er gemeldet wurde, und es gibt keine Fotos davon.[23][24]
- Geheimnisvoller Stein vom Lake Winnipesaukee: Ursprünglich dachte man, es handele sich um einen Vertrag zwischen Stämmen, doch spätere Analysen haben seine Echtheit in Frage gestellt.[25][26]
- Sivatherium von Kish: Eine ornamentale Streitwagenfigur, die 1928 in den sumerischen Ruinen von Kish im heutigen Zentralirak entdeckt wurde. Die Figur, die auf die frühe Dynastie I (2800–2750 v. Chr.) datiert wird, zeigt ein vierbeiniges Säugetier mit verzweigten Hörnern, einem Nasenring und einem an den Ring gebundenen Seil. Aufgrund der Form der Hörner identifizierte Edwin Colbert es 1936 als Darstellung eines spät überlebenden, möglicherweise domestizierten Sivatheriums, eines "vage" elchähnlichen Verwandten der Giraffe, der während des Pleistozäns in Nordafrika und Indien lebte, von dem man aber annahm, dass er zu Beginn des Holozäns ausgestorben war.[27] Die Anthropologisten Henry Field und Berthold Laufer argumentierten stattdessen, dass es sich um einen in Gefangenschaft gehaltenen mesopotamischen Damhirsch handelte und dass das Geweih im Laufe der Jahre abgebrochen sei. Das fehlende Geweih wurde 1977 im Lagerraum des Field Museums gefunden.[28] Nach der Restaurierung im Jahr 1985 wurde es eindeutig als Darstellung eines kaspischen Rothirsches (Cervus elaphus maral) identifiziert.[29]
- Tecaxic-Calixtlahuaca-Kopf: Ein Opferkopf aus Terrakotta mit scheinbar römischem Aussehen, der unter drei intakten Böden einer Grabstätte in Mexiko gefunden und auf die Zeit zwischen 1476 und 1510 datiert wurde. Es gibt umstrittene Behauptungen, dass seine Datierung älter ist. Eine altrömische oder nordische Herkunft wurde nicht ausgeschlossen.[30][31]

## Objekte mit alternativen Interpretationen

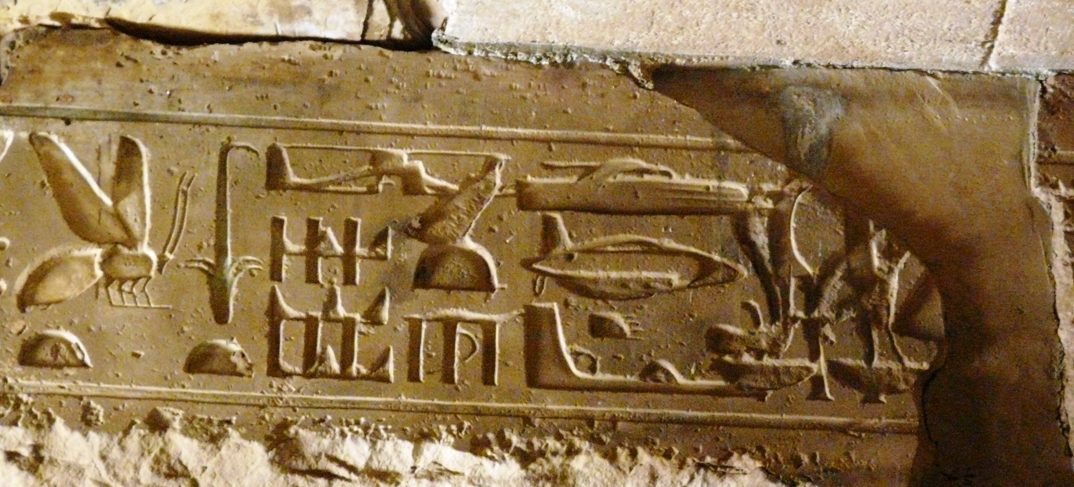
Abydos-Hieroglyphen

- Abydos-Hubschrauber: Eine Pareidolie anhand von Palimpsest-Ritzungen in einem altägyptischen Tempel.
- Glühbirnen von Dendera: Sollen Glühbirnen darstellen, wurden aber im ptolemäischen Ägypten hergestellt.
- Sabu-Scheibe: Eine in der Antike mit unglaublicher Präzision hergestellte Scheibe aus Sakkara, deren Zweck nicht bekannt ist.[32]
- Versteckter Zeichenstein: Eine chinesische Petroglyphe.
- Eiserner Mann: Eine alte eiserne Stele, die sich in Kottenforst befindet und ca. 1,20 m aus dem Boden ragt und 15 × 15 cm misst.
- Eiserne Säule: Die eiserne Säule von Delhi ist eine aus Schmiedeeisen bestehende Eisensäule mit einer Höhe von 7,21 m und einem Durchmesser von 42 cm, die von Chandragupta II. (Regierungszeit ca. 375–413/415 n. Chr.) errichtet wurde und heute im Qutb-Komplex in Mehrauli in Delhi steht. Sie ist berühmt für die rostbeständige Zusammensetzung der für ihre Konstruktion verwendeten Metalle. Die Säule wiegt ca. 6,5 t und wurde vermutlich an einem anderen Ort errichtet, vielleicht außerhalb der Udayagiri-Höhlen, und im 11. Jahrhundert von Anangpal Tomar an ihren heutigen Standort gebracht.

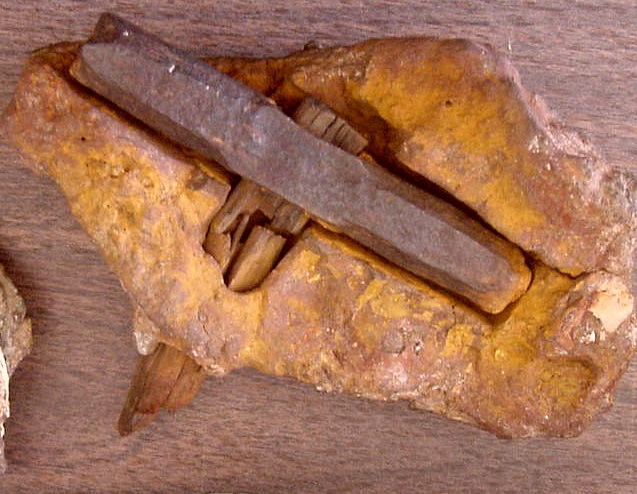
London-Hammer (1986)

- London Hammer: Auch bekannt als das "Londoner Artefakt", ein Hammer aus Eisen und Holz, der 1936 in London Texas, gefunden wurde. Ein Teil des Hammers ist in eine Kalksteinkonkretion eingebettet.
- Meister Print: Ein angeblicher menschlicher Fußabdruck aus dem Kambrium,[33] lange vor der Existenz des Menschen, der als Ergebnis eines natürlichen geologischen Prozesses, der so genannten Spallbildung,[A 1] entlarvt wurde.
- Nazca-Linien: Eine Sammlung von Geoglyphen in Peru, die ohne Luftbild angeblich nicht zu erkennen sind.

Deckel des Sarkophags von Pacal

- Heilige Steine von Newark: Werden als äußerst unwahrscheinlicher Beweis dafür angeführt, dass hebräische Völker in Amerika gelebt haben, sind aber wahrscheinlich eher ein Schwindel.
- Deckel des Sarkophags von Pacal: Der große, aus Stein gehauene Sarkophagdeckel im Tempel der Inschriften ist ein einzigartiges Werk der klassischen Maya-Kunst in der Maya-Stadt Palenque. Erich von Däniken behauptete, der Sarkophag von Palenque stelle einen Raumfahrer dar, der in einem raketengetriebenen Raumschiff sitzt und einen Raumanzug trägt.
- Piri-Reis-Karte: Mehrere Autoren und andere wie Gavin Menzies und Charles Hapgood haben behauptet, dass diese vom türkischen Admiral Piri Reis erstellte Seekarte den Südkontinent Antarktika zeigt, lange bevor er entdeckt wurde (vgl. Terra Australis).
- Quimbaya-Flugzeuge: In Kolumbien gefundene goldene Gegenstände aus der Quimbaya-Kultur, die von Befürwortern der Prä-Astronautik als Flugzeuge interpretiert wurden. Im Goldmuseum in Bogotá werden sie als Figuren von Vögeln und Insekten beschrieben.

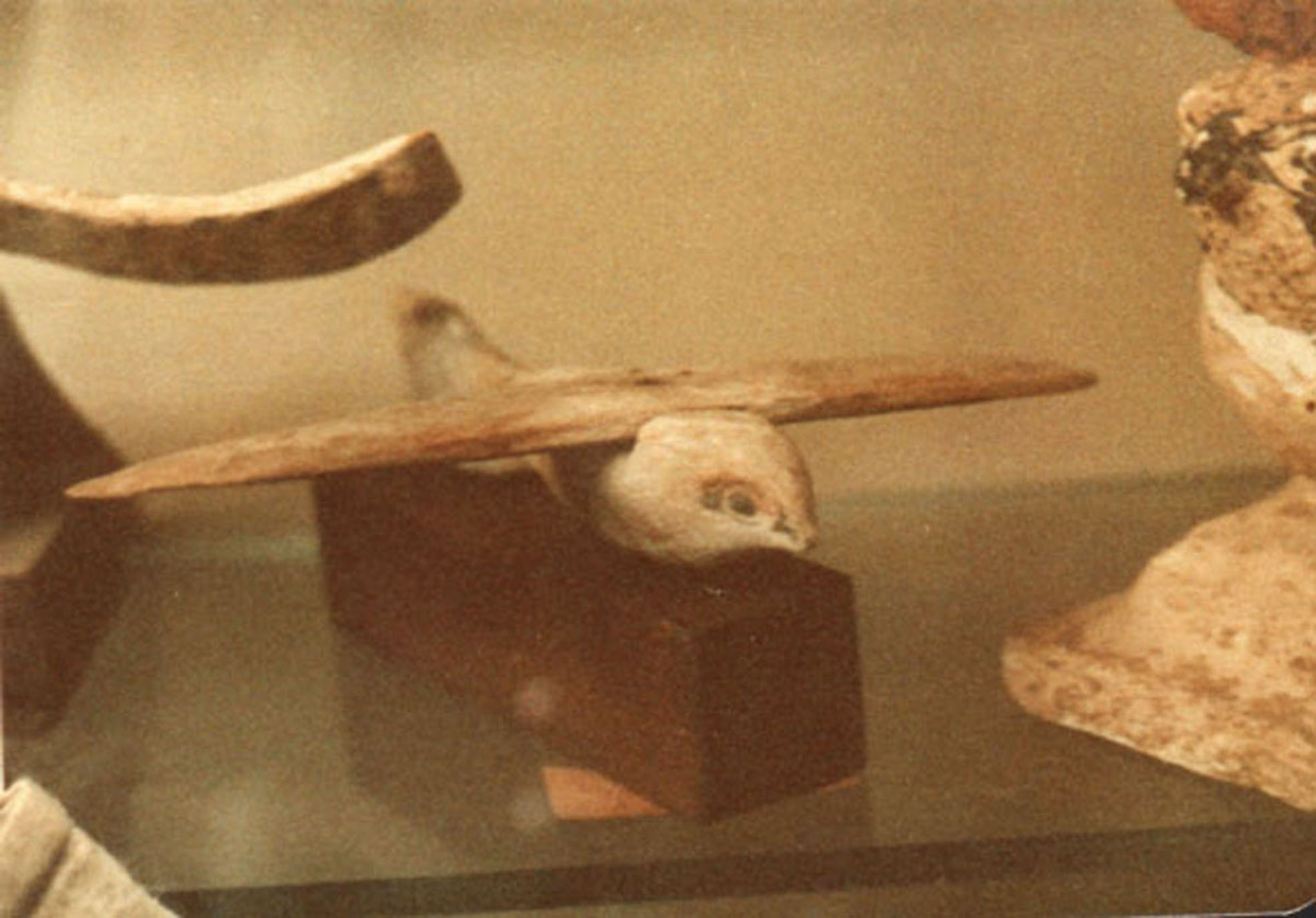
Vogel von Sakkara

- Vogel von Sakkara: Stellt angeblich ein Segelflugzeug dar, stammt aber aus dem alten Ägypten und erinnert mehr an einen Vogel mit auffällig geraden Flügeln.
- Shakōki Dogū: Kleine humanoide und tierische Figuren aus der späten Jōmon-Periode (14.000–400 v. Chr.) des prähistorischen Japan, die außerirdischen Astronauten ähneln sollen.
- Steinkugeln von Costa Rica: Sie werden fälschlicherweise als perfekt kugelförmig beschrieben und zeugen daher von einer größeren Kunstfertigkeit bei der Steinbearbeitung in präkolumbianischer Zeit, als dies bisher bekannt war.

## Natürliche Objekte, die fälschlicherweise für Artefakte gehalten werden

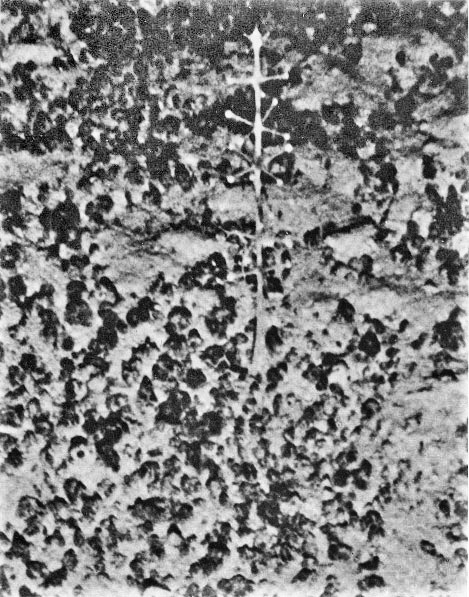
Die "Eltanin-Antenne" (1964)

- Aix-en-Provence versteinerte Werkzeuge: Wahrscheinlich versteinerte Baumreste.[34][35]
- Baigong-Pfeifen: Die auch als "Bai Gongshan Iron Pipes" und "Delingha-Pfeifen" bekannten Objekte sind eine Reihe von pfeifenähnlichen Gebilden, die als fossile Bäume oder Baumwurzeln identifiziert wurden. Ihre natürliche Herkunft wurde in Frage gestellt.[36][37][38]
- Eltanin-Antenne: Ein Objekt, das 1964 vom antarktischen ozeanographischen Forschungsschiff USNS Eltanin auf dem Meeresboden entdeckt wurde, während es den Meeresboden westlich von Kap Hoorn fotografierte und eigentlich ein Schwamm der Gattung Chondrocladia concrescens ist.[39][40]
- Marsgesicht: Eine Pareidolie einer Felsformation auf dem Mars, die durch die geringe Auflösung früher Orbitalaufnahmen des Planeten verursacht wurde.
- Klerksdorp-Kugeln: Eigentlich präkambrische Konkretionen.[41][42]
- Paluxy-River-Fußspuren: Von Kreationisten als riesige humanoide Fußabdrücke identifiziert, die neben Dinosaurierspuren gefunden wurden. In Wirklichkeit handelt es sich um Fußspuren von Theropoden-Raubdinosauriern.

## Fehlerhaft datierte Objekte
- Aiud-Objekt: Ein Aluminiumkeil, der 1974 im Fluss Mureș in Zentralrumänien in der Nähe der Stadt Aiud gefunden wurde; rumänische Ufologen behaupten, er sei antiken und/oder außerirdischen Ursprungs,[43] doch handelt es sich wahrscheinlich eher um ein Fragment einer modernen Maschine, das bei Ausgrabungsarbeiten verloren gegangen ist.[44]

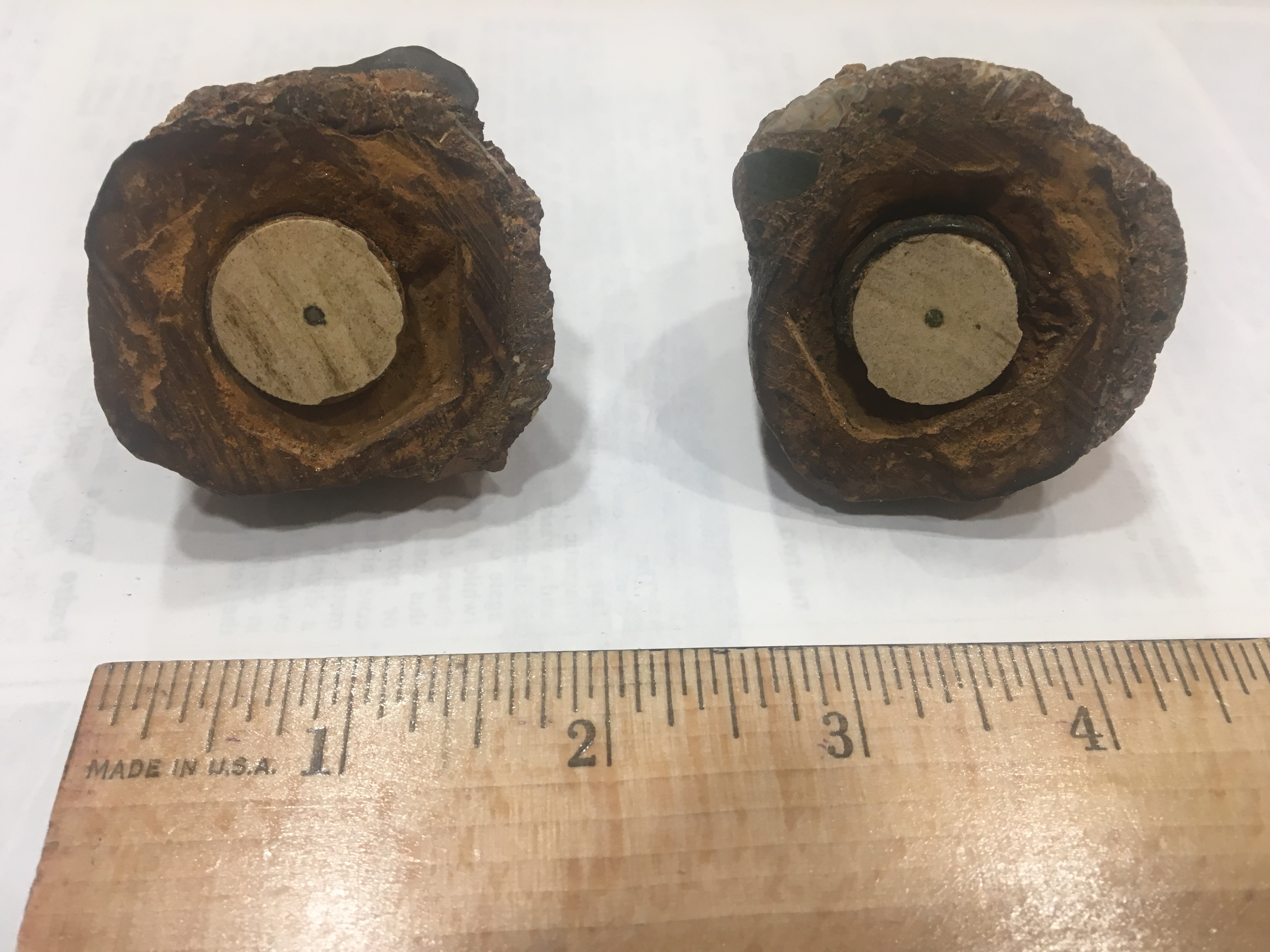
Coso-Artefakt (Foto: 2018)

- Coso-Artefakt: Angeblich prähistorisch, in Wirklichkeit eine Zündkerze aus den 1920er Jahren.[4]
- Moab-Mann (Malachit-Mann): Man nimmt an, dass er aus der frühen Kreidezeit stammt; tatsächlich handelt es sich um eine Bestattung aus der postkolumbanischen Zeit.[45][46]
- Wolfsegg-Eisen: Vermutet aus dem Tertiär, in Wirklichkeit aus einem frühen Bergbauunternehmen. Fälschlicherweise als perfekter Würfel beschrieben.

## Moderne Schöpfungen, Fälschungen und Betrügereien

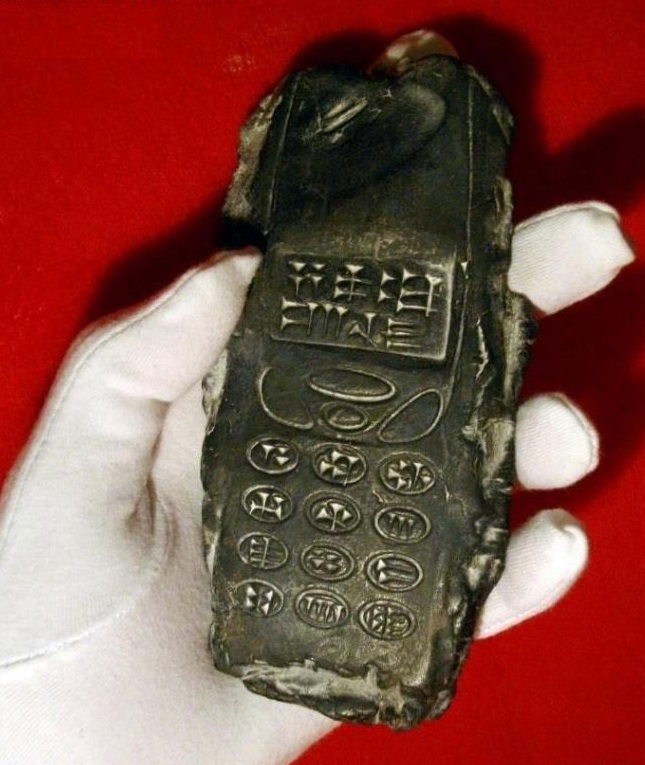
Das Babylonokia (auch Babylon-Nokia, Alien-Mobil oder Keilschrift-Handy)

- Babylonokia: Ist ein Kunstwerk von Karl Weingärtner aus dem Jahr 2012 in Form einer Tontafel, die wie ein Mobiltelefon geformt ist und deren Tasten und Bildschirm Keilschrift zeigen. Wissenschaftler und Befürworter der alternativen Archäologie haben daraufhin ein Foto des Kunstwerks fälschlicherweise als 800 Jahre alten archäologischen Fund ausgegeben. Die Geschichte wurde in einem Video auf dem YouTube-Kanal Paranormal Crucible verbreitet und führte dazu, dass das Objekt von einigen Pressequellen als Mysterium bezeichnet wurde.[47][48]
- Acámbaro-Figuren: Dinosaurier-Figuren aus der Mitte des 20. Jahrhunderts, die vom deutschen Emigranten Waldemar Julsrud einer antiken Gesellschaft zugeschrieben wurden.[49]
- Calaveras-Schädel: Ein menschlicher Schädel, der von Bergleuten in Calaveras County, Kalifornien, gefunden wurde und angeblich beweisen sollte, dass Menschen, Mastodonten und Elefanten im prähistorischen Kalifornien nebeneinander gelebt haben. Später stellte sich heraus, dass es sich um eine Fälschung handelte.

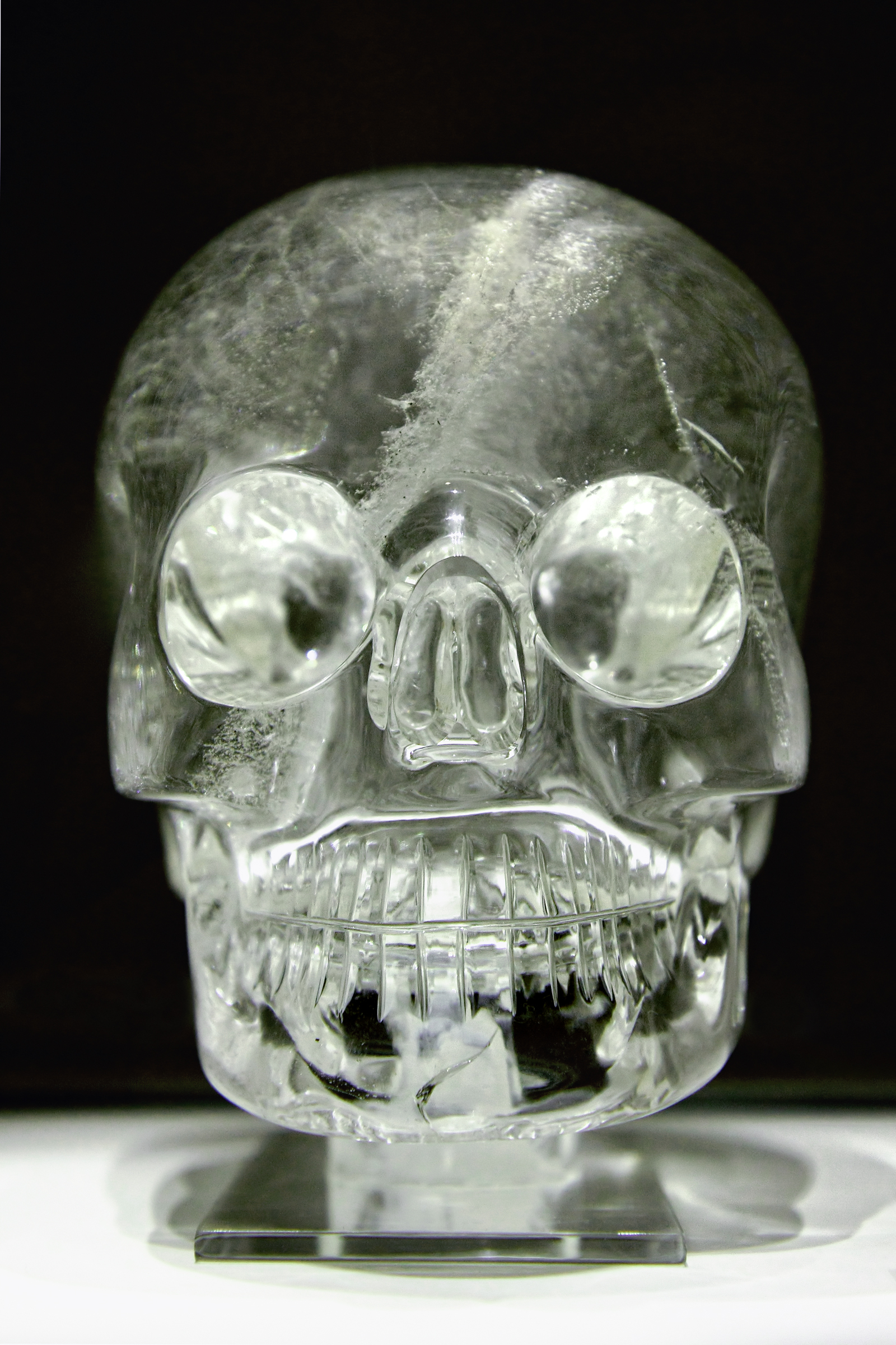
Der Kristallschädel aus dem British Museum in London

- Cardiff-Riese: Ein Schwindel aus dem 19. Jahrhundert, bei dem ein angeblich versteinerter, drei Meter großer Mann als Riese aus biblischen Zeiten dargestellt wurde. Er wurde von Experten schnell entlarvt, war aber dennoch ein beliebtes Wunder der damaligen Zeit.[50]
- Kristallschädel: Angeblich zeugen sie von einer fortgeschritteneren Steinschneidekunst, als bisher aus dem präkolumbianischen Mesoamerika bekannt war. Scheinen im 19. Jahrhundert hergestellt worden zu sein.
- Gosford Glyphen: Eine Sammlung ägyptischer Hieroglyphen an der australischen Central Coast, die nach ihrer Entdeckung in den 1970er Jahren von Behörden und Wissenschaftlern als Schwindel abgetan wurde.

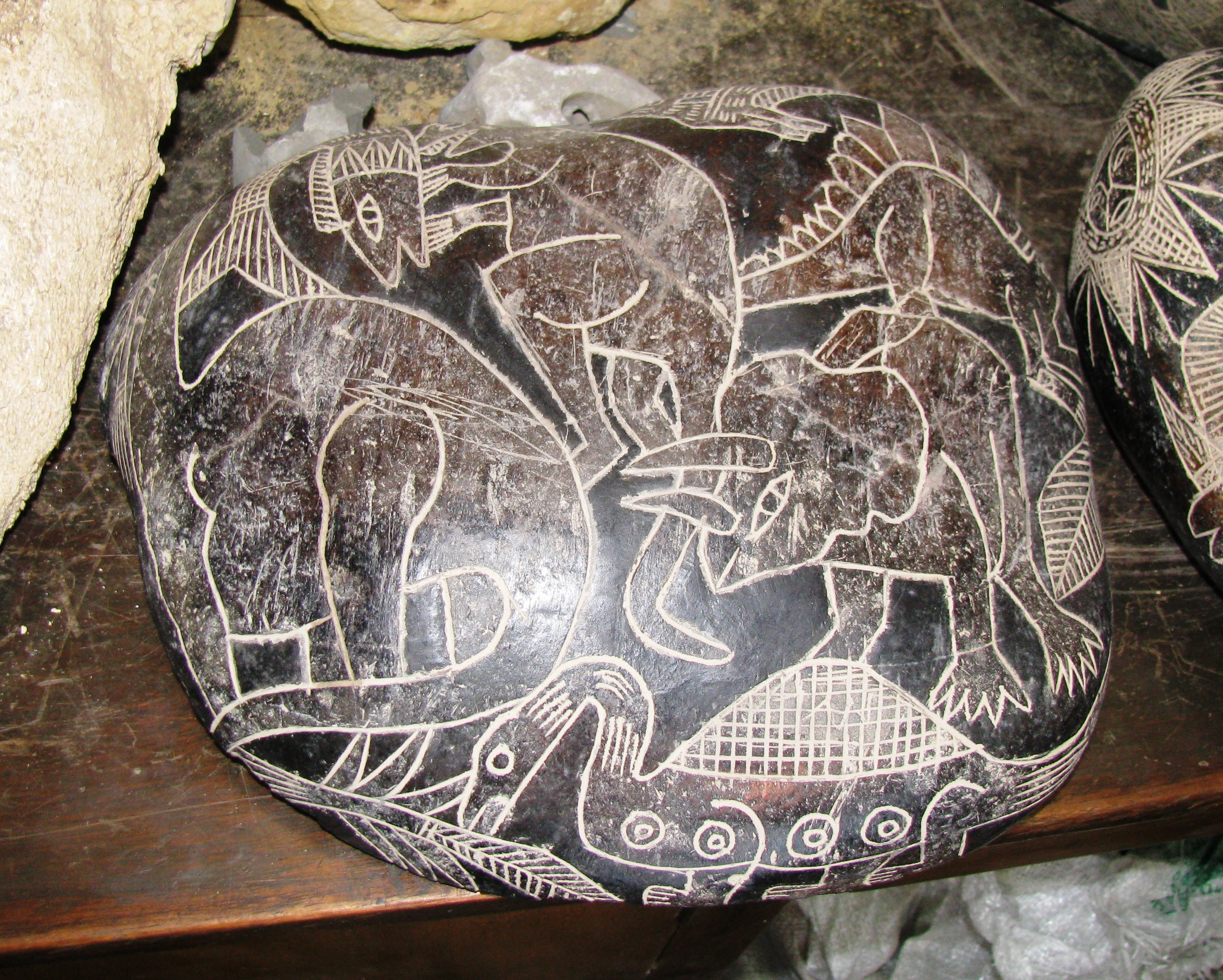
Steine von Ica

- Steine von Ica: Sie zeigen Inka-Dinosaurierjäger, chirurgische Eingriffe und andere moderne oder phantasievolle Themen. Gesammelt von Javier Cabrera Darquea, der behauptete, sie seien prähistorisch.
- Japanischer Paläolithikum-Schwindel: Von dem in Verruf geratenen Amateurarchäologen Shin’ichi Fujimura verübt.
- Los Lunas Dekalog-Stein: Angeblich von präkolumbianischen israelitischen Besuchern Amerikas hergestellt. Allgemein wird angenommen, dass es sich um einen modernen Schwindel handelt.
- Michigan-Relikte: Angeblich uralte Artefakte, die als Beweis dafür angeführt werden, dass Menschen einer alten nahöstlichen Kultur im US-Bundesstaat Michigan gelebt haben; es handelt sich um archäologische Fälschungen.
- Piltdown-Mensch: Angeblich Schädelteile eines "Missing Link"-Hominiden, die jedoch 41 Jahre nach ihrer "Entdeckung" als raffinierte Fälschung entlarvt wurden.
- Tucson-Artefakte: Einunddreißig Bleigegenstände, die Charles E. Manier und seine Familie 1924 in der Nähe von Picture Rocks, Arizona, fanden und von denen einige zunächst annahmen, dass sie von frühen mediterranen Zivilisationen stammten, die im ersten Jahrhundert den Atlantik überquert hatten, die sich aber später als Schwindel herausstellten.

## Völlig fiktiv
- Dropa-Steine: Popularisiert von David Gamon (unter dem Pseudonym David Agamon) als Teil einer gefälschten Publikation Sungods in Exile aus dem Jahr 1978.

## Autoren und Literatur
- Charles Fort: Autor und Pionier der Beschäftigung mit unerklärten Phänomenen.
- Fortean Times, eine britische Monatszeitschrift, die sich mit anomalen Phänomenen beschäftigt, die von Charles Fort populär gemacht wurden.
- Peter Kolosimo: Pseudonym von Pier Domenico Colosimo (1922–1984), war ein italienischer Journalist und Schriftsteller, der zu den Begründern der Pseudoarchäologie zählt.
- Fingerprints of the Gods, The Evidence of Earth's Lost Civilization (deutsch Fingerabdrücke der Götter: Der Beweis für die verlorene Zivilisation der Erde) ist ein Buch von Graham Hancock aus dem Jahr 1995.
- Wadim Chernobrov, Forscher von anomalen Phänomenen, Schriftsteller, sowie Gründer und Leiter der Organisation Kosmopoisk.
- Michael Cremo, Autor mehrerer Bücher, darunter Verbotene Archäologie aus dem Jahr 1993
- Charles Berlitz, US-amerikanischer Schriftsteller, Linguist und Autor grenzwissenschaftlicher Themen und anomaler Phänomene.
- Erich von Däniken, Verfasser pseudowissenschaftlicher Literatur über Prä-Astronautik.

## TV-Produktion
- The Mysterious Origins of Man, ein pseudoarchäologisches Fernsehspezial, das ursprünglich am 25. Februar 1996 auf NBC ausgestrahlt wurde. In der Sendung, die Charlton Heston moderierte, wurde die Randtheorie vorgestellt, dass die Menschheit schon seit mehreren Millionen Jahren auf der Erde lebt, und dass die etablierten Wissenschaftler die fossilen Beweise dafür unterdrückt haben.[51]